# گنجشک دریاکنار اسکات
گنجشک دریاکنار اسکات (نام علمی: Ammospiza maritima peninsulae) زیرگونهای از گنجشک دریاکنار است. در ابتدا تصور می‌شد که این یک گونه جداگانه است اما بعداً به عنوان زیرگونه گنجشک دریاکنار مورد توجه قرار گرفت.
می‌توان آن را در امتداد ساحل خلیج مکزیک در شمال غربی فلوریدا یافت، جایی که از شهرستان پاسکو تا خلیج آپالاچی و در باتلاق‌های جزایر سنت جورج و سنت وینسنت زادآوری می‌کند. اندازهٔ دقیق جمعیت به خوبی شناخته نشده‌است.